# Abapeba luctuosa
Abapeba luctuosa is een spinnensoort uit de familie van de loopspinnen (Corinnidae).
De wetenschappelijke naam van de soort werd in 1899 als Corinna luctuosa gepubliceerd door Frederick Octavius Pickard-Cambridge.